# Nidaliidae
Nidaliidae es una familia de corales marinos que pertenecen al orden Alcyonacea, dentro de la clase Anthozoa.
Enmarcados comúnmente entre los "corales blandos", ya que carecen de esqueleto, como los "corales duros" del orden Scleractinia, por lo que no son corales hermatípicos.
Forman colonias de pólipos, unidos por una masa carnosa de cenénquima, o tejido común generado por ellos. Para darle consistencia, al carecer de esqueleto, su tejido contiene espículas de calcita dispuestas en grupos.
Son octocorales que comparten la característica de tener mayoritariamente formas arbustivas o arborescentes, con tallo y ramificaciones. En algunos casos, como en el género Siphonogorgia, son similares y frecuentemente confundidos con sus parientes los Dendronephthya. En otros géneros, como Chironephthya, se asemejan a gorgonias, con las ramas estrechas llenas de espículas calcáreas y repletas de pólipos en colores fuertemente contrastados.
Las especies de esta familia no son simbióticas, ya que carecen de zooxantelas.

## Géneros
Nidaliidae comprende los siguientes géneros:
- Agaricoides. Simpson, 1905
- Chironephthya. Studer, 1887
- Nephthyigorgia. Kükenthal, 1910
- Nidalia. Gray, 1834
- Nidaliopsis. Kükenthal, 1906
- Orlikia. Malyutin, 1993
- Pieterfaurea. Verseveldt & Bayer, 1988
- Siphonogorgia. Kölliker, 1874